# Бабай (язиг)
Бабай (лат. Babai; загинув близько 472) — король язигів або сарматів (не пізніше 469 — близько 472) Паннонії.
Основним наративним джерелом про Бабая є праця готського історика середини VI сторіччя Йордана «Про походження та діяння гетів».
За свідченням Йордана Бабай був королем сарматів, хоча на думку сучасних істориків він, швидше за все, керував язигами. Владу над цим народом Бабай поділяв з іншим королем, Бевкою. Володіння Бабая і Бевки були на північ від Сингидуна, в межиріччі Дунаю й Тиси. Ймовірно, їхня влада поширювалася й на саме місто.
Перше точно датоване повідомлення про Бабая відноситься до 469 року. В цьому році Бабай й Бевка приєдналися до великої антиостготської коаліції, очолюваної королем придунайських свевів Гунимундом. Крім них в союз вступили також скіри на чолі з Едикою і його сином Гунульфом, руги короля Флаккітея, гепіди та інші племена. Підтримку ворогам остготів мав намір надати й візантійський імператор Лев I Макелла. Всі вони побоювалися зростання сили остготів й претензій їхніх князів на гегемонію у Наддунав'ї.
Виступивши в похід проти остготів, військо союзників розташувалося табором на березі річки Болія (найчастіше її ототожнюють з річкою Іпель, хоча ряд істориків висловлюють сумніви в правильності такого ототожнення). Несподівано противники остготів були атаковані військом остготського короля Теодемира та його брата Видимира I. У кровопролитній битві повну перемогу здобули остготи. Безліч воїнів союзників загинуло (ймовірно, серед полеглих був і король скірів Едика). Королю Бабаю вдалося врятуватися втечею. Доля його співправителя Бевки невідома, оскільки після поразки на Болії будь-які відомості про нього в історичних джерелах відсутні.
У наступні кілька років королю остготів Теодемиру вдалося стати найпотужнішим у Наддунав'ї:
- відразу після битви плем'я скирів розпалося на частини,
- в результаті нового походу були підкорені свеви,
- з Візантією і гепидами були укладені мирні угоди.

Ймовірно, що весь цей час відносини між правителями сарматів (язигів) та остготів залишалися ворожими.
Близько 472 року Бабай розорив Середземну Дакію та розбив візантійського воєначальника Камунда. Проте незабаром в його володіння вдерлося 6-тисячне остготське військо на чолі з Теодоріхом Великим. У битві сармати зазнали поразки. Самого Бабая було вбито у бою, а його сім'я, раби й скарбниця дісталися переможцям.
Невдовзі Теодоріхом було взято місто Сінгідун, що належало сарматам. Ймовірно, в цей час остготи ще були візантійськими федератами, тому що Теодоріх обіцяв передати це Сингидун імператору. Проте остготи не дотримали слова і включили Сингидун до своїх володінь.